# Валланцаска — ангелы зла
«Валланцаска — ангелы зла» (итал. Vallanzasca – Gli angeli del male) — фильм итальянского режиссёра Микеле Плачидо. Криминальная драма об уголовнике Ренато Валланцаске (итал. Renato Vallanzasca), ставшим известным после серии дерзких ограблений в Милане в 1970-е годы. В основе сюжета — автобиографическая книга Валланцаски «Цветок зла», в различных литературных интерпретациях не сходившая с книжных полок на протяжении многих лет. Премьера в Италии состоялась в сентябре 2010 года на Венецианском кинофестивале. Международная Гала-премьера картины прошла в ходе 33 Московского международного кинофестиваля 25 июня 2011 года.

## Сюжет
Италия, 1970-е годы. Ренато Валланцаска (Росси Стюарт) впервые нарушил закон в девятилетнем возрасте, выпустив тигра из клетки местного цирка. Начав с колонии для малолетних преступников, к неполным тридцати годам Ренато становится самым знаменитым бандитом Италии.
В 1971 году Валланцаска с друзьями совершает свой первый налёт на инкассаторскую машину. Отмечая успех в баре, он знакомится с Консуэллой (Соларино), которая становится его любовницей. В 1972 году полиция арестовывает Ренато и отправляет его в тюрьму на 6 лет. В 1976 году на свидании он впервые встречается со своим сыном, которого родила ему Консуэлла. Женщина сообщает Валанцаске, что порывает с ним. Ренато бежит из заключения и собирает банду, которая начинает совершать разбойные нападения на банки и ювелирные магазины. Валланцаска делает очередной шаг к лидерству в преступном мире — организует налёт на игорный клуб, принадлежащий криминальному «авторитету» Франческо Турателло (Шианна), а днём позже убивает несколько его главных подручных.
После серии ограблений и налётов в 1977 году банду настигает череда неудач: многие сообщники Ренато погибают в перестрелках с полицией, сам он получает пулевое ранение и попадает в руки жандармов на тайной квартире в Риме. Суд приговаривает Валанцаску к пожизненному сроку. После нескольких лет постоянного противостояния с тюремной администрацией, встречи с Турателло, позже переросшей в дружбу, женитьбе на случайной поклоннице по переписке Джулиане (Винсенти), в 1987 году Ренато совершает побег. Он тайно встречается с родителями, двоюродной сестрой Антонеллой (Вега), даёт интервью-исповедь частной радиостанции, а чуть позже, практически добровольно, сдаётся полиции. Суд приговаривает Валланцаску к четырём пожизненным срокам заключения.

## В ролях
- Ким Росси Стюарт — Ренато Валланцаска (итал. Renato Vallanzasca)
- Филиппо Тими[итал.] — Энзо, брат Ренато
- Пас Вега — Антонелла, сестра Ренато
- Валерия Соларино — Консуэлла
- Мориц Бляйбтрой — Серджио
- Федерика Винсенти[итал.] — Джулиана
- Франческо Шианна[итал.] — Франческо Турателло (итал. Francis Turatello)
- Лия Готти — Кармен
- Тони Пандольфо[итал.] — Спагеттино
- Гаэтано Бруно[итал.] — Фаусто
- Никола Акунцо — малыш Розарио
- Стефано Кьодароли[итал.] — Армандо
- Джерардо Амато[итал.] — падре

## Создание картины
Идеи экранизации биографии Ренато Валланцаска обсуждались ещё в конце 1970-х годов. Одна постановка могла стать французской с Аленом Делоном в главной роли, вторая — итальянской с гораздо более молодым тогда Микеле Плачидо. Эти картины созданы не были. В 1998 году кинорежиссёр Клаудио Бонивенто, заинтересовавшись судьбой гангстера, начал готовить рабочие материалы для создания фильма. В 2005 году основа сценария была готова. На главную роль мог быть приглашён Шон Пенн, а на роль его жены Джулианы — Шарлотта Генсбур. Другим возможным исполнителем титульного персонажа был Рикардо Скамарчио, который не только идеально подходил по возрасту, но и имел внешнее сходство с прототипом. Однако ни один из кинопроизводителей не брался за воплощение фильма о криминальном мире. В 2008 году о проекте стало известно итальянскому представительству 20th Century Fox. Продюсеры киностудии предложили стать режиссёром Микеле Плачидо. Тот согласился при условии, что главную роль исполнит Ким Росси Стюарт. Начало съёмок было назначено на июнь 2009 года. При уважении Микеле Плачидо к подготовительной работе Клаудио Бонивенто, сценарий последнего не стал основой фильма. Новый режиссёр неоднократно менял авторов, но основные образы и сюжетные ходы были предложены, по словам Плачидо, Кимом Росси Стюартом.
Бюджет фильма официально не публиковался, но составил по разным оценкам от 7 до 12 миллионов Евро.

## Критика

### В Италии
На родине создателей фильм получил многочисленные, часто полярные отзывы. Во-первых, Плачидо обвинили в мифологизации бандита, неуважении к людям, пострадавшим от его преступлений, и родственникам его жертв. На этом основании режиссёр отказался заявлять картину в конкурсный показ на очередном Венецианском кинофестивале, опасаясь, что любой полученный приз вызовет новую волну критики. В результате фильм демонстрировался вне конкурса. Микеле Плачидо неоднократно заявлял, что Валланцаска не является воплощением абсолютного зла: есть парламентарии, мафиози, террористы, которые совершили преступления гораздо более страшные, чем Ренато, но сумели избежать тюрьмы или ограничиться минимальными сроками заключения. Кроме того, режиссёр опровергает обвинения в попытке сделать гангстерский фильм привлекательным:

Криминальный жанр ни в коем случае не может быть привлекательным! Но рассказывать о преступниках — долг режиссёров. Убеждён, что в человеке 80 % плохого и только 20 % хорошего. Все великие писатели, от Шекспира до Достоевского, показывали эту тёмную часть человеческой личности.— Микеле Плачидо. Из интервью АиФ.
Ряд кино-аналитиков согласны с такими утверждениями и считают, что мрачная притягательность фильма основана, скорее, на актёрском даровании и популярности Кима Росси Стюарта.
Во-вторых, критика, в частности газета «Il Messaggero», считает, что в фильме недостаточно освещён социально-политический контент Италии конца 1970-х годов. Данное замечание Микеле Плачидо принимает и заявляет, что в рабочих материалах картины была информация о стремлении мафии в эти годы к абсолютной власти, её желании подмять под себя «независимых» преступников вроде Валланцаски и Турателло (в частности, в фильме остаются неизвестными причины неожиданной расправы с «авторитетным» Турателло). Режиссёр объявил о том, что серьёзно рассматривает возможность включение этой информации в том или ином виде в DVD издание фильма.
На обвинения в пропаганде насилия Микеле Плачидо ссылается на давно сложившуюся склонность кинематографа к экранизации биографий известных уголовных преступников, начиная с «Бандитов в Милане» (1968 год) до «Врага государства № 1» (2008 год). «В стране, где до 60 % граждан связано с криминалом, а бандиты сидят в парламенте, мы не можем снимать только фильмы о святом падре Пио». Мнение режиссёра поддерживает обозреватель газеты «La Gazzetta dello Sport» указывая на то, что свобода выражения мнений часто несёт с собой боль и непонимание: 

В Италии существует свобода слова. Вы должны выбирать между свободным обществом, которое не скрывает зло и демонов, которые его населяют, и обществом, где об этих вещах просто не говорят.
Подобные дискуссии вокруг фильма «Валланцаска — ангелы зла» возникают в итальянских СМИ регулярно с момента первого заявления о подготовке к съёмкам. Это позволило некоторым журналистам предположить, что таким образом сам режиссёр «поддерживает огонь под котлом интереса к картине».

### В России
Кинокритик Нина Цыркун, обозрение ММКФ: 

История волны насилия, которая захлестнула страну в 70-80-х годах не претендует на глубину анализа, так же как беллетризованный отчёт о жизни и подвигах профессионального вора и убийцы не является абсолютно откровенной исповедью. <…> «Валланцаска» выстраивается в одну линию с такими громко прозвучавшими фильмами последних лет, как «Гоморра» Маттео Гарроне и «Пророк» Жака Одийяра. Пусть история в «Валланцаске» и рассказана довольно прерывисто — она насыщена точными деталями, делающими столь убедительным этот «тюремный триллер» или байопик человека, уничтожающего самого себя.
Дарья Митина, обозреватель радиостанции «Эхо Москвы»: 

 Блестящая работа Микеле Плачидо<…>. Эпический фильм охватывает почти 30 лет истории грабежей, убийств, кровной мести, совершаемых Валланцаской и его бандой. Плачидо совершенно очевидно влюблён в своего героя и эта влюблённость передаётся любому, имеющему глаза и другие органы чувств. Валланцаска в исполнении Стюарта — это море отрицательного обаяния и в то же время детской непосредственности.
Обозреватель «Российской газеты» Оксана Нараленкова:

Валланцаска в фильме Микеле Плачидо — красив, убедителен, агрессивен и романтичен. <…> Это ключ к фильму и персонажу: мы не можем принять тот факт, что такой красавец — злодей. Зритель сам его романтизирует.
При подготовке к съёмкам для понимания психологии преступника режиссёр Микеле Плачидо несколько раз перечитывал роман Ф. М. Достоевского «Преступление и наказание». Кроме того, он имел несколько консультаций с реальным Ренато Валланцаска, отбывающим несколько пожизненных сроков в тюрьме. Микеле Плачидо в определённым смысле оправдывает налётчика, считая, что этого персонажа можно назвать последним романтиком: «он не имеет никакого отношения к организованной преступности. Он не мафиози. По сравнению со многими современными преступниками — просто мелочь. У него не было никаких связей ни с властью, ни с крупными криминальными боссами. Он простой человек, который грабил банки. Возможно, с его точки зрения, было бы лучше, чтобы он грабил банки, чем банки грабили бы людей». Однако в других интервью режиссёр заявлял, что совершенно не идеализирует персонажа своей картины: «Для меня это совсем не романтический герой. Он был страшным преступником, который попал в тюрьму. В чем здесь романтика?».
Реальный Ренато Валланцаска, по приговору суда отбывший к настоящему времени 40 лет из почти 300-летнего тюремного заключения, получил разрешение на просмотр картины. После сеанса он сутки никого не пускал к себе в камеру и, по свидетельству жены, плакал.